# Силекты
Силекты (каз. Селекті) — упразднённое село в районе Магжана Жумабаева Северо-Казахстанской области Казахстана. Входило в состав Советского сельского округа. Код КАТО — 593673300. Упразднено в 2017 году.

## География
Располагалось около озера Селекты.

## Население
В 1999 году население села составляло 230 человек (109 мужчин и 121 женщина). По данным переписи 2009 года, в селе проживало 74 человека (35 мужчин и 39 женщин).